# Tropidophorus mocquardii
Espèce
Synonymes
- Tropidophorus mocquardi Boulenger, 1894

Tropidophorus mocquardii est une espèce de sauriens de la famille des Scincidae.

## Répartition
Cette espèce est endémique de Malaisie orientale.

## Étymologie
Cette espèce est nommée en l'honneur de François Mocquard.

## Publication originale
- Boulenger, 1895 "1894" : Second report on additions to the lizard collection in the Natural History Museum. Proceedings of the Zoological Society of London, vol. 1894, p. 722-736 (texte intégral).